# Comuna Drîhliv, Ciudniv
Drîhliv (în ucraineană Дриглівська сільська рада) este o comună în raionul Ciudniv, regiunea Jîtomîr, Ucraina, formată din satele Drîhliv (reședința), Kîhti și Rîjiv.

## Demografie
Componența lingvistică a comunei Drîhliv
     Ucraineană (98,93%)
     Rusă (1,07%)
Conform recensământului din 2001, majoritatea populației comunei Drîhliv era vorbitoare de ucraineană (98,93%), existând în minoritate și vorbitori de rusă (1,07%).